# Ángela Iglesias Rebollar
Ángela Iglesias Rebollar   (Tui i A Guarda, c. 1910 - Monte da Guía, 11 d'abril de 1937) coneguda com La Protestant, va ser una dona espanyola, de fe evangèlica, executada durant la Guerra Civil Espanyola a causa d'oferir ajuda a perseguits polítics. Va ser reconeguda pòstumament com una de les víctimes de la repressió franquista a Galícia.

## Biografia

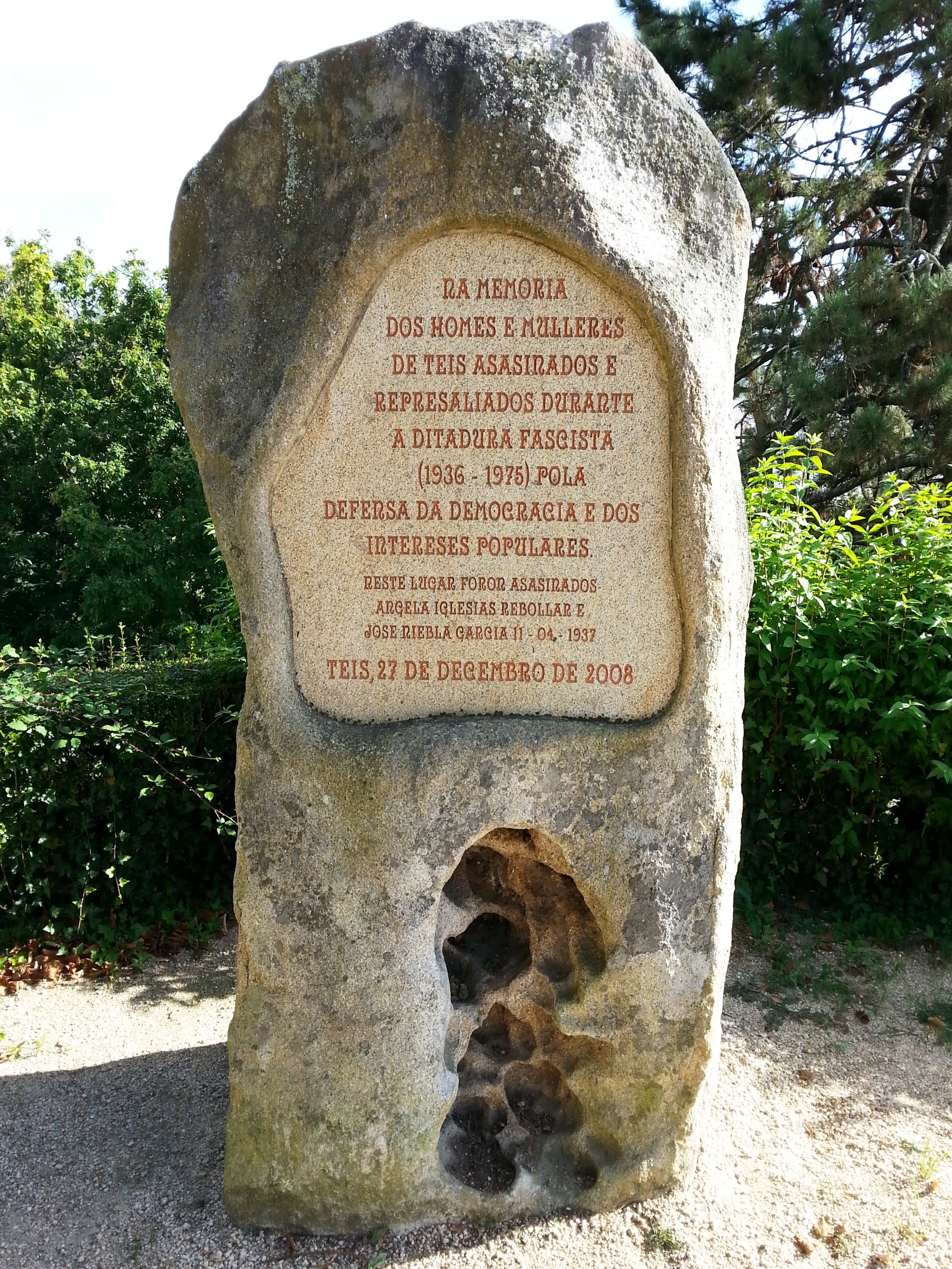
Monument en honor a Ángela Iglesias Rebollar i José Niebla García al Monte da Guía, Vigo

Ángela Iglesias Rebollar, coneguda com A Protestante, va néixer en Tui o A Guàrdia, al 1910 o al 1911. Casada amb José Niebla García, amb qui va tenir dos fills, José i Eliseo, i estava embarassada d'un tercer fill en el moment de la seva tràgica mort. La família vivia al barri d'O Toural, a la parròquia de Teis, i pertanyia a la comunitat evangèlica de Galícia, una religió minoritària que va sofrir severa persecució durant la Guerra Civil Espanyola i la dictadura franquista.
Ángela Iglesias i el seu espòs van ser acusats d'oferir refugi i ajuda a persones perseguides pel règim franquista, ajudant-les a escapar de la repressió després del cop d'estat. La comunitat local els assenyalava com a figures d'ajuda humanitària, una activitat que en el context de l'època es considerava un acte de resistència. L'11 d'abril de 1937, la seva llar va ser assaltada i saquejada per forces afins al franquisme. Durant l'assalt, les seves pertinences van ser destruïdes i es va confiscar una màquina de cosir, un dels pocs béns de valor de la família.
Els fills van ser separats dels pares, que van ser obligats a marxar cap al cim del Monte da Guía, un lloc on es van fer nombroses execucions extrajudicials. En un acte de brutal repressió, els pares van ser afusellats per l'esquena, un càstig exemplaritzant per a dissuadir qualsevol suport a l'oposició antifranquista. La seva mort va ser un exemple de la repressió que van enfrontar els dissidents i les minories religioses durant el franquisme.
Aquest final va convertir la seva història en un símbol de la repressió religiosa i política a Galícia, especialment pel que fa a la persecució de comunitats evangèliques i altres minories que van optar per la solidaritat i el suport als perseguits en temps de conflicte i dictadura.

## Reconeixements
El tràgic final d'Ángela Iglesias Rebollar i el seu espòs, José Niebla García, s'ha convertit en un símbol de la repressió religiosa i política soferta per moltes famílies protestants i dissidents durant el franquisme. La història representa el sacrifici dels qui, malgrat la persecució franquista, van voler oferir ajuda i refugi tant a perseguits polítics com religiosos en aquells temps de repressió.
El 31 de març de 2008, l'Ajuntament de Vigo va retre homenatge a Ángela Iglesias dedicant-li un carrer de la ciutat, com a reconeixement de la valentia i compromís enfront de la persecució del bàndol franquista. Aquest acte ajuda a destacar la contribució de les dones en la resistència, moltes vegades silenciada, i visibilitza la memòria de la repressió soferta per les minories religioses a Galícia.
Al Monte da Guía de Vigo, s'ha instal·lat un monòlit en honor de la parella, un símbol dedicat a la memòria de tots aquells que van perdre la vida per les seves creences i suport als perseguits. Aquest homenatge forma part dels esforços de la memòria històrica a Espanya per a recordar i dignificar a les víctimes de la repressió franquista a Galícia i altres regions. La instal·lació del monòlit es va dur a terme gràcies al suport de l'Associació per a la Recuperació de la Memòria Històrica i altres entitats que promouen la conservació de la memòria d'aquells que van sofrir persecució per la seva fe i els seus principis.
La història de la parella continua sent un referent de la lluita per la justícia i la llibertat de fe i consciència, representant a les víctimes de la repressió franquista en l'àmbit religiós i polític, i mantenint visqui la memòria dels valors pels quals van lluitar.